# Friedrich Adolph Sorge
Friedrich Adolph Sorge (9 de noviembre de 1828 - 26 de octubre de 1906) fue un dirigente político comunista alemán que emigró a Estados Unidos, donde desempeñó un importante papel en el movimiento obrero, incluida la fundación del Partido Socialista Laborista de América.

## Primeros años
Friedrich Adolph Sorge nació el 9 de noviembre de 1828 en Bethau (Reino de Prusia), hijo del reverendo Georg Sorge y Hedwig Lange. Su padre era una persona de pensamiento libre y a menudo daba cobijo a revolucionarios polacos que viajaban de Francia y Bélgica a Polonia. Tenía 19 años cuando comenzaron las revoluciones de 1848 en los estados alemanes. Se unió a un grupo de revolucionarios armados en Sajonia, pero las tropas de Pomerania los reprimieron rápidamente y Sorge se vio obligado a refugiarse en Suiza. Regresó a Alemania y se unió al Freikorps de Karlsruhe. Su unidad luchó contra los prusianos en Baden y el Palatinado, perdiendo en ambas ocasiones. En junio de 1849, Sorge volvió a refugiarse en Suiza.